# マッピーキッズ
『マッピーキッズ』は、1989年12月22日に日本のナムコより発売されたファミリーコンピュータ用横スクロールアクションゲーム。「ナムコット ファミリーコンピュータゲームシリーズ」第66弾。
同社より稼働されたアーケードゲーム『マッピー』（1983年）及びファミリーコンピュータ用ソフト『マッピーランド』（1986年）の続編にあたり、前作2作と同様のサイドビューの横スクロールアクションゲーム。
ストーリーとしては前作『マッピーランド』でマッピーとマピ子との間に生まれた「マッピーJr.」ことハッピーとラッピーの双子の兄弟が成長し結婚適齢期となり、マッピーが紹介したピッキーという娘を巡って争う内容となっている。
開発はナムコが行い、音楽はフェイスより発売されたPCエンジン用ソフト『はにいいんざすかい』（1989年）などを手掛けた松平あこ（岩永敦子）が担当している。

## ゲーム内容

### システム
同社のアーケードゲーム『ドラゴンバスター』（1985年）のように開始時にマップ画面で進むエリアを選び、エリア内でアイテムやお金を集めゴールを目指し、各エリアの最後にはニャームコからスロットにて御褒美アイテムとそれを賭けてのゲーム対戦を行い次のエリアへ進んでいく。
集めた資金で新居住宅を完成させて花嫁を迎えに行くことが本作の目的となる。
一人プレイ時には新居住宅を完成させなければクリアしてもピッキーに振られてバッドエンドとなる。二人プレイ時には一方が完成、もう一方が未完成の場合は前者が勝者となるが、両者共完成しているor両者共未完成の場合は総合資金の多い方が勝者となる。ただし両者共全くの引き分けの場合は両者共ピッキーに振られてバッドエンドとなる。
本作ではライフ制が導入され、敵にぶつかったり穴に落ちた場合にライフが減少し、ライフが無くなると残機を１つ失う。残機を全て失うとゲームオーバーになる。
基本操作として、十字キーの左右で移動、地上にいる時にはAボタンでジャンプ上昇し、空中で下降中にAボタンを連打すると尻尾をくるくる回しながらゆっくりと下降ができる。Bボタンでキックを繰り出し敵キャラの撃退や、アイテムBOXの開封や壊せるブロックの破壊などをアクションを行って進行する。二人プレイ時には後述する「イナズマキック」「ナナメキック」「クルクルキック」が使用可能で、キック攻撃はプレイヤー同士でも当たる仕様で少量ながらダメージを受け、所持金の一部を落としてしまう。落とした所持金は画面内に残っていれば回収可能。
二人プレイ時のみエリア途中にあるブーツを取得すると、キックで撃退した敵をジグザグに飛ばす「イナズマキック」、斜め上に飛ばす「ナナメキック」、くるくる円を描きながら飛ばす「クルクルキック」が使用可能となる。一人プレイ時や初期状態では単に真横へ飛ばすノーマルキックとなる。これら蹴り飛ばした敵キャラには攻撃判定が存在しもう一方のプレイヤーにぶつける事が可能でさらには逆にこれらを撃ち返すことも可能。
二人プレイは基本的に対戦プレイなのでこれらを駆使して所持金の争奪戦や「殺し合い」をすることも本作の醍醐味となる。

### ミス
ライフが全て無くなった時はミスとなり残機が1つ減る。残機がゼロになるとゲームオーバー。
- ライフの上限は1マス4ポイント×4マス＝16ポイントで、これはゲーム中一律固定で変動することは全くない。
- 被ダメージ時のライフ減少は、
  - 「穴に落ちた」時や「撃退していない敵との接触」は1マス（＝4ポイント）の減少。
  - 「撃退して吹き飛んだ敵との接触」や「対戦相手の攻撃を受けた」時は1/4マス（＝1ポイント）の減少。
- 回復手段としてはアイテムBOX等に隠されているLifeハートや、一部エリアにある木のリスの回復場にてライフ回復ができる。
- アイテムBOX等に隠されているスペシャルフラッグを獲得すると残機が増える。

## ストーリー
結婚適齢期に達したハッピーとラッピーの2匹に対して、父であるマッピーは妻の候補を選定するのだが、マッピーのミスにより紹介されたのはピッキーという娘1匹であった。そのためハッピーとラッピーはピッキーを巡って争う事となった。

## キャラクター

### 主要キャラクター
ハッピー
本作の主人公。マッピーとマピ子との間に生まれた双子の長男でラッピーの兄。父から紹介された花嫁・ピッキーのハートを射止めるべく活躍する。
ラッピー
マッピーとマピ子との間に生まれた双子の次男でハッピーの弟。同じく父から紹介された花嫁・ピッキーのハートを兄よりも先に射止めるべく活躍する。2人プレイ時専用キャラクター。
ピッキー
本作のヒロイン。マッピーからの紹介で新居を立てて迎えに来る花婿を待つ。
マッピー
前作及び前々作の主人公でハッピーとラッピーの父。息子達へピッキーを紹介する。
マピ子
マッピーの妻でハッピーとラッピーの母。本作には登場しない。

### ライバルキャラクター
ニャームコ
各エリアの最後に登場しハッピー＆ラッピーにスロットで景品及びそれを賭けたミニゲームを仕掛ける。1人プレイ時には対戦相手を彼の子供（息子・娘）の内1匹をスロットで選ぶ。ミニゲームに勝てばその景品をゲットできるが、負けてしまうと所持アイテムやお金を没収されてしまう。ミニゲームは「旗揚げゲーム」「尻押しゲーム」「間違い探し」の3種目。「旗揚げゲーム」は相手より先に2本先取、「尻押しゲーム」は相手より先に3本先取で勝者、「間違い探し」はターン制で相手より先に5ポイント先取するか、もしくは相手が先に4回ミスするかで勝者となる。
ミュータ
ニャームコの息子。反射神経が長けており「旗揚げゲーム」を得意とするが、反面パワーが弱く「尻押しゲーム」は大の苦手。
ミューキチ
ニャームコの息子。パワーが強く「尻押しゲーム」が得意、しかし反射神経が鈍く「旗揚げゲーム」は大の苦手。
ミューミュー
ニャームコの娘。視力が長けており「間違い探し」が得意、他のゲームもそれを得意とする2匹にはそれぞれ及ばないもののそれなりにこなせる。

## 評価
ゲーム誌『ファミコン通信』の「クロスレビュー」では合計26点（満40点）、『ファミリーコンピュータMagazine』の読者投票による「ゲーム通信簿」での評価は以下の通り19.44点（満25点）となっている。
| 項目 | キャラクタ | 音楽 | 操作性 | 熱中度 | お買得度 | オリジナリティ | 総合  |
| 得点 | 3.71       | 3.12 | 3.27   | 3.06   | 3.11     | 3.17           | 19.44 |